# Tornyiszentmiklós
Tornyiszentmiklós község Zala vármegyében, a Lenti járásban.

## Fekvése
Tornyiszentmiklós község Nyugat-Magyarországon, a Nyugat-Dunántúlon, Zala vármegye délnyugati sarkában, a magyar-horvát-szlovén hármashatár közelében fekvő falu. Lentitől 15 kilométerre délre, Letenyétől hasonló távolságra északnyugatra található.
Az M70-es autópálya a község mellett halad el, lakott területén pedig a 7538-as út húzódik végig. Utóbbiból a központjában ágazik ki nyugat felé a 75 333-as út, ami Lendvaújfalu településrész főutcáját képezi, majd onnan továbbvezet az országhatárig és a határ túloldalán, a már Szlovéniához tartozó Pince területére érve 443-as számozással folytatódik, egészen Hársliget (Lipovci) településig.

## Története
Első ismert írásos említése 1239-ből származik, amikor a nevét Scenmiclos formában jegyezték fel. A régészeti kutatások szerint azonban a település területe már a rézkorban is lakott volt. A mai nevét viselő település 1937-ben jött létre, Kerkaszentmiklós és Lendvaújfalu egyesítésével.
1381-ben Tornyzenthmyklos néven említik. A XIV. század végétől a XVIII. század elejéig - kisebb megszakításokkal - földesúri bíróság székhelye is volt.
A két világháború között a község körjegyzőségként, országos vásártartásokkal a környék központja lett. Lakói 1940-től a kőolajbányászatban találtak munkát - a szomszéd Lovásziban. A trianoni békeszerződéssel meghúzott határ másik oldalán lévő Pincéből 1920-ig Tornyiszentmiklósra jártak a gyerekek iskolába. 1992-ben megnyitották a két falu közötti határállomást.

## Idegen elnevezései
Horvátul két neve van: a bottornyaiak Mikušnak, a muraszerdahelyi horvátok Sumiklušnak hívják.

## Közélete

### Polgármesterei
- 1990–1994: Szak László (független)[6]
- 1994–1998: Szak László (független)[7]
- 1998–2002: Szak László (független)[8]
- 2002–2006: Szak László (független)[9]
- 2006–2008: Szabó István (független)[10]
- 2009–2010: Kovács Krisztián (független)[11]
- 2010–2014: Völgyi Péter (független)[12]
- 2014–2019: Végh László (független)[13]
- 2019–2024: Bene Nándor (független)[14]
- 2024– : Bene Nándor (független)[1]

A településen 2009. február 15-én időközi polgármester-választást tartottak, az előző polgármester lemondása miatt.

## Népesség
A település népességének változása:
| Lakosok száma | 607  | 593  | 569  | 499  | 506  | 480  | 474  |
|               | 2013 | 2014 | 2015 | 2021 | 2022 | 2023 | 2024 |

A 2011-es népszámlálás idején a nemzetiségi megoszlás a következő volt: magyar 95%, horvát 0,7%, német 1,6%, szlovén 2,1%. A lakosok 74,9%-a római katolikusnak, 1,45% reformátusnak, 6,9% felekezeten kívülinek vallotta magát (16,6% nem nyilatkozott).
2022-ben a lakosság 87,2%-a vallotta magát magyarnak, 3,2% szlovénnek, 3% németnek, 0,2% cigánynak, 0,2% horvátnak, 0,2% szerbnek, 0,2% szlováknak, 1,4% egyéb, nem hazai nemzetiségűnek (10,5% nem nyilatkozott; a kettős identitások miatt a végösszeg nagyobb lehet 100%-nál). Vallásuk szerint 60,7% volt római katolikus, 2% református, 0,4% evangélikus, 1,2% egyéb keresztény, 1% egyéb katolikus, 4,5% felekezeten kívüli (30,2% nem válaszolt).

## Nevezetességei
- Az 1848-as forradalomban részt vevő helyiek emlékműve
- Első világháborús emlékmű
- Műemlék jellegű barokk, római katolikus templom, amely 1769-1774 között épült herceg Esterházy Miklós támogatásával[3]
- A templom mellett felállított kőkereszt
- Kossuth Lajos emléktáblája
- A második világháborúban elesett katonák emlékhelye
- Szent Borbála szobra
- Szent Flórián szobra
- Millecentenáriumi emlékmű
- Szent Miklós fából faragott szobra
- Szent Kristóf fából faragott szobra
- Vadászkastély, végleges formáját az első világháború előtt nyerte el[18]

## Híres szülöttei
- Konkoly István, szombathelyi megyés püspök
- Póka György, szombathelyi megyés püspök
- Szép Pál, Premontrei kanonok

## Külső hivatkozások
- Tornyiszentmiklós az utazom.com honlapján
- Tornyiszentmiklós a tersegfejlesztes.hu oldalán